# Mat.se
mat.se var ett internetbaserat svenskt detaljhandelsföretag för livsmedelsförsäljning som ägdes av Axfood  och som, genom sin webbplats, bedrev försäljning av matvaror och färdiga middagskassar för hemleverans inom Göteborg, Stockholm, Malmö och Helsingborg mellan åren 2012-2021. Företaget planlades 2011 och grundades 2012. Företaget omsatte 2015 cirka 200 miljoner kronor. 2017 köpte Axfood företaget för 554 miljoner kronor från Matse Holding. 2015 anmäldes företaget av Arbetsmiljöverket för att de låtit anställda från Samhall ha en dålig arbetsmiljö. Den 21 december 2021 meddelade Axfood att man ingick ett strategiskt samarbete med Mathem, och blir ny delägare i bolaget, genom att Axfood avyttrar Mat.se mot betalning i aktier i Mathem.